# القلق (فلم)
القلق (بالإنجليزية: Gaslight) هو فيلم إثارة تم إنتاجه في الولايات المتحدة وصدر في سنة 1944. الفيلم من إخراج جورج كوكور.

## طاقم التمثيل
- تشارلز بوير
- إنغريد برغمان

### ترشيحات وجوائز
| السنة | الحدث | الفئة             | النتيجة |
| ----- | ----- | ----------------- | ------- |
|       |       | أوسكار أفضل ممثلة | فوز     |

## الميزانية والإيرادات
بلغت تكلفة إنتاج الفيلم حوالي 2,068,000 دولار بينما حقق أرباحا تقدر بـ 4,613,000 دولار.

## وصلات خارجية
- مقالات تستعمل روابط فنية بلا صلة مع ويكي بيانات

1. ↑  "NY Times: Gaslight". NY Times. مؤرشف من الأصل في 2012-10-17. اطلع عليه بتاريخ 2008-12-18.
2. ↑  BBFC: The Murder in Thornton Square Linked 2014-03-08 نسخة محفوظة 05 مارس 2016 على موقع واي باك مشين.
3. ↑  "Gaslight: Cukor's Masterpiece Starring Ingrid Bergman in Oscar-Winning Performance - Emanuel Levy". مؤرشف من الأصل في 2018-06-20.